# ダイエー・松下戦争

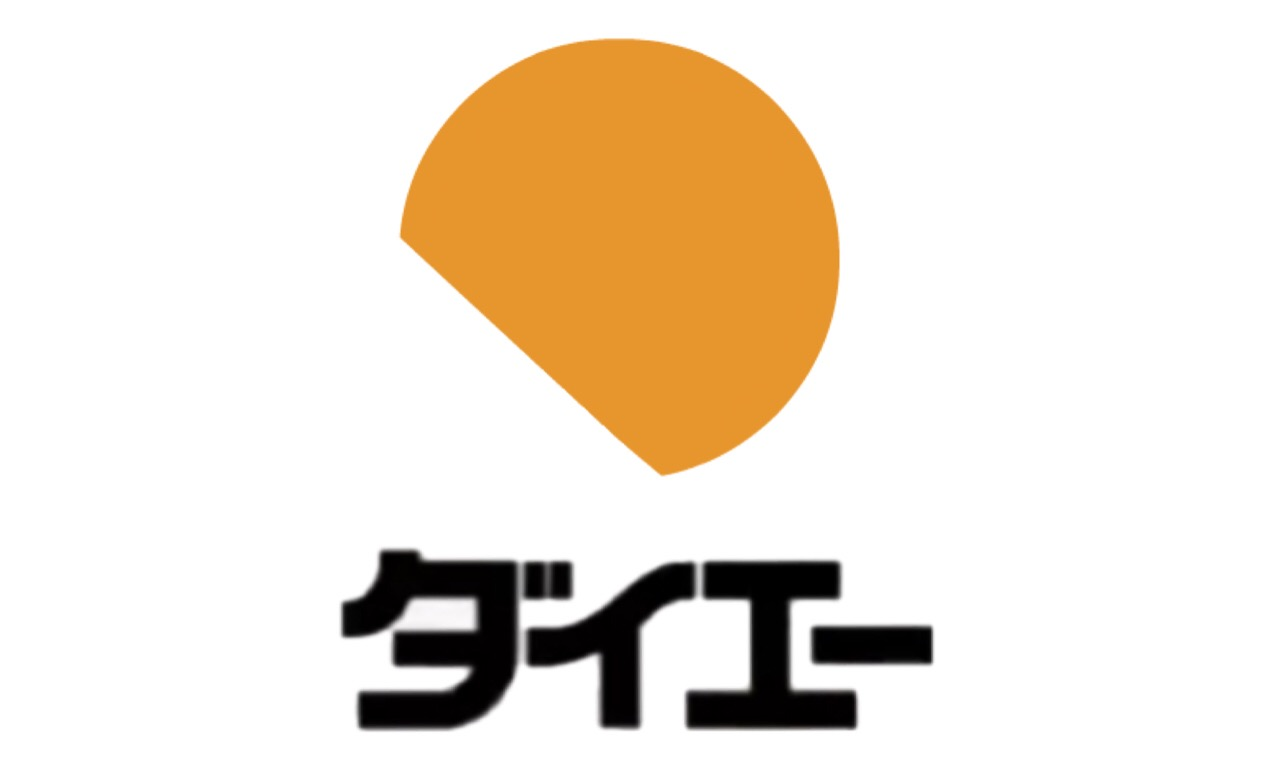

ダイエー・松下戦争（ダイエー・まつしたせんそう、松下・ダイエー戦争とも）とは、1964年（昭和39年）から30年に渡って、ダイエーと松下電器産業（現・パナソニック）との間で商品の価格販売競争をきっかけに起きた対立である。
1964年（昭和39年）、ダイエーは「価格破壊」で消費者がより安価で商品が購入できることを目指し、松下電器の商品を当時のメーカー小売希望価格からの値引き許容範囲である15%を上回る20%引きで販売しようとした。ところが、松下電器はダイエーに対しての商品出荷を停止する対抗措置を取る。ダイエーは松下電器の出荷停止が私的独占の禁止及び公正取引の確保に関する法律（独占禁止法）に抵触する恐れがあるとして、裁判所に告訴した。
そのころ、松下電器もこの年の金融引き締め策による景気後退の影響で、現在の「パナソニックショップ」に当たる直営販売店、あるいはフランチャイズを結ぶ販売代理店で経営難に陥る店が増えたことから、これらの販売店の社長を熱海（熱海ニューフジヤホテル）に集め、この状況からの打開策を図ると共に「共存・共栄」を図ることにした（熱海会談）。松下電器会長の松下幸之助は「定価販売（小売希望価格）でメーカー・小売りが適正利潤を上げることが社会の繁栄につながる」としてダイエーとの和解の道を模索した。
一方、ダイエー創業者の中内㓛は「いくらで売ろうともダイエーの勝手で、製造メーカーには文句を一言も言わせない」という主張を貫き、自社・ダイエーグループ店舗だけで販売するプライベートブランド（PB）商品の開拓を進める。1970年、PB「BUBU」名の13型カラーテレビを、当時としては破格の59,800円という廉価で販売し人気を集める。この行動は松下電器との対立をさらに激化させることにつながった。
1975年に松下が中内を京都府の真々庵に招き、「覇道をやめて、王道をすすんではどうか」と提案する。しかし中内は自らとダイエーの信念である「良い品をどんどん安く消費者に提供する」姿勢を崩さず、これを受け入れようとはしなかった。このほかにも両者は何度か会見したとされるが、関係改善には至らなかった。
このダイエーと松下の対立は、松下幸之助没後の1994年に両社が和解。同年ダイエーが忠実屋を合併した際、忠実屋と松下の取引を継承し、ダイエーグループ店舗への松下電器商品の販売供給を再開することになった。